# المرأة المهتمة بأمريكا
منظمة «المرأة المهتمة بأمريكا» (CWA) هي جماعة نسائية محافظة اجتماعيًا،  إنجيلية مسيحية غير ربحية في الولايات المتحدة. يقع مقر منظمة المرأة المهتمة بأمريكا في واشنطن العاصمة، وتشارك المنظمة في الحركات الاجتماعية والسياسية، والتي تهدف من خلالها إلى دمج الأيديولوجية المسيحية. تقود المجموعة بشكل أساسي نساء من أجل النساء،  لكنها ترحب بالرجال الذين يدعمون معتقداتها وجهودها. 
تأسست المجموعة في سان دييغو، كاليفورنيا في عام 1978  من قبل بيفرلي لاهاي، التي كان زوجها تيموثي لاهاي وزيرًا مسيحيًا إنجيليًا ومؤلف كتاب «معركة من أجل العقل»، بالإضافة إلى مؤلف مشارك لسلسلة «ترك في الخلف». 
تعرّف منظمة «المرأة المهتمة بأمريكا» نفسها على أنه مزيج من «خبراء السياسة والنشطاء» مع نهج مناهض للنسوية في السياسة. 